# Wilhelm Winternitz

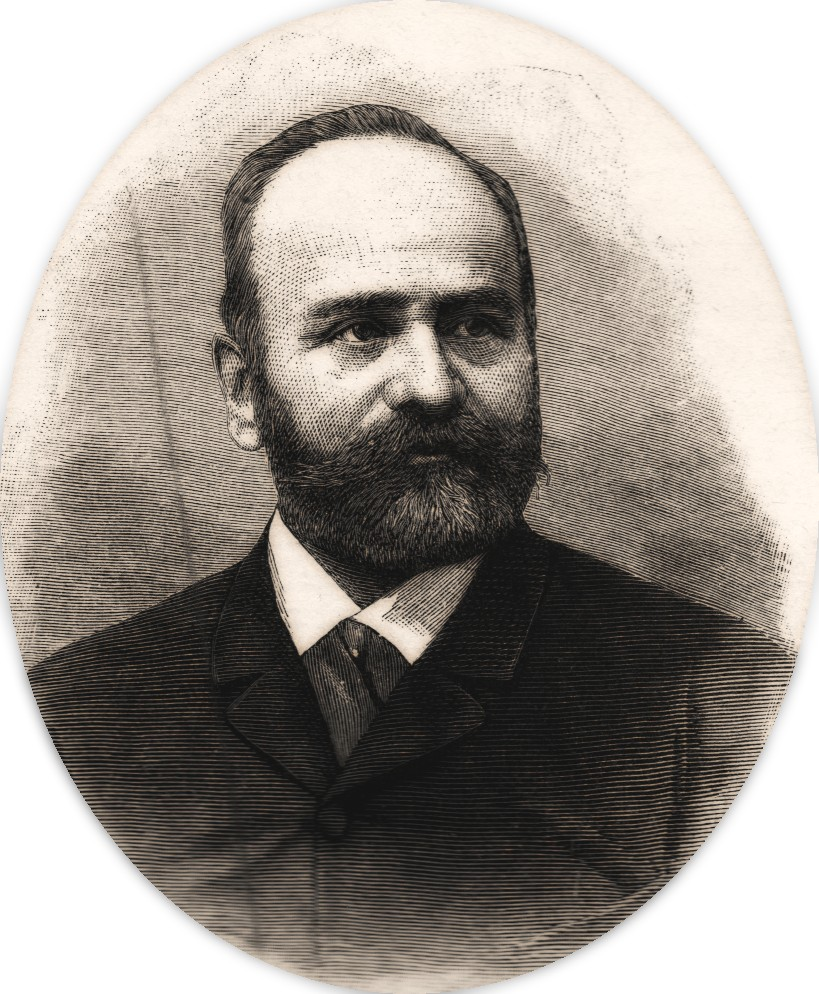
Wilhelm Winternitz

Wilhelm Winternitz, född 1 mars 1834 i Josephstadt i Böhmen, död 22 februari 1917 i Wien, var en österrikisk läkare och balneolog.
Winternitz blev 1857 medicine doktor, 1865 docent i hydroterapi och 1874 i invärtes medicin vid Wiens universitet samt utnämndes 1881 till extra ordinarie och 1899 till ordinarie professor där, en befattning vilken han lämnade 1906. 
År 1865 grundlade han vattenkuranstalten Kaltenleutgeben, belägen vid byn med samma namn omkring 8 kilometer sydväst om Wien (360 meter över havet), för vilken han var chefsläkare och som var Österrikes förnämsta vattenkuranstalt. 
Winternitz behandlade hydroterapin i många skrifter och sammanställde i Vorlesungen über Hydrotherapie (1877-80) sina erfarenheter på detta område. Från 1890 utgav han "Blätter für klinische Hydrotherapie".